# Ма Їнь
Ма Їнь (кит.: 馬殷; піньїнь: Mǎ Yīn; 853 — 2 грудня 930) — засновник і перший правитель держави Чу періоду п'яти династій і десяти держав.

## Життєпис
За володарювання династії Тан був військовим губернатором (цзєдуши) Чанші.
907 року після падіння Тан і проголошення нової династії — Пізньої Лян, Ма Їнь формально став незалежним правителем, заснувавши власну державу, що отримала назву Чу. Однак фактично нова держава була васалом Пізньої Лян.
923 року Ма Їнь прийняв сюзеренітет Пізньої Тан.
930 року Ма Їнь помер, заповівши своїм синам передавати престол молодшому брату, що було виконано: його сини по черзі очолювали державу до самого її падіння 951 року.